# راك يامادا
راك يامادا (باليابانية: 山田 陸) (15 أبريل 1998 في طوكيو في اليابان – )؛ هو لاعب كرة قدم كان يلعب كلاعب وسط.

## وصلات خارجية
- راك يامادا على موقع رابطة كرة القدم اليابانية للمحترفين (اليابانية)
- راك يامادا على موقع قاعدة بيانات كرة القدم.إي يو (الإنجليزية)
- راك يامادا على موقع Soccerway.com (الإنجليزية)
- راك يامادا على موقع عالم كرة القدم.نت (الإنجليزية)